# Міджах
Міджах (рос. Миджах) — село Ахтинського району, Дагестану Росії. Входить до складу муніципального утворення Сільрада Смугульська.
Населення — 154 (2010).

## Населення
За даними перепису населення 2002 року в селі мешкало 138 осіб. У тому числі 60 (43,48 %) чоловіків та 78 (56,52 %) жінок.
Переважна більшість мешканців — лезгини (100 % від усіх мешканців). У селі переважає лезгинська мова.